# Etnogénesis
Etnogénesis (del griego: ἔθνος éthnos 'nación, etnia' + γένεσις 'génesis, nacimiento') es el proceso histórico-social mediante el cual un grupo de seres humanos pasa a ser considerado como étnicamente distinto. La etnogénesis implica la aparición y difusión de unos rasgos culturales y sociopolíticos específicos que diferencian a los miembros de un grupo étnico de otros grupos étnicos relacionados. Los factores específicos que están involudrados en la etnogénesis con frecuencia incluyen un origen genético específico, el uso ancesral de una lengua específica, así como  una tradición cultural diferente a la de los otros grupos vecinos.
Algunos pueblos que se consideraban extintos han iniciado un proceso de etnogénesis. En este caso se trata de la búsqueda de su reconocimiento como grupos socioculturales diferentes. En el NE de Brasil muchos grupos indígenas actuales tienen su origen en la fusión de grupos étnicos diferentes con lenguas diferentes, entre ellos están los karirí-xukurú, los karirí-xocó o los aticum.

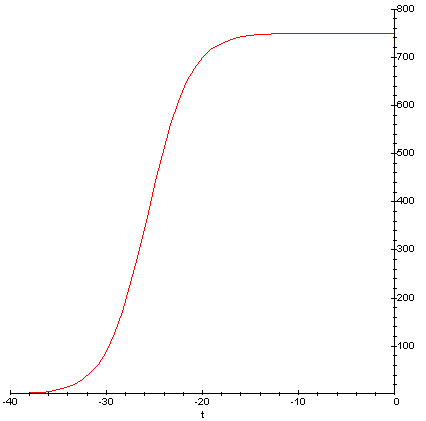
Evolución del número de lenguas para Nueva Guinea. Estimado según un modelo logístico suponiendo unos 1500 años para la divergencia completa entre la lengua de dos comunidades con origen común, y teniendo en cuenta que el número actual de lenguas está entre 700 y 800, el número de lenguas o etnias habría evolucionado según la gráfica. La coordenada vertical es el número de lenguas, la horizontal es el tiempo en miles de años.

La etnogénesis también puede tener un origen en el crecimiento de la población, cuando algunos territorios escasamente poblados fueron poblados en el Paleolítico. Frecuentemente el tamaño de una comunidad crecía hasta el punto que la comunidad se dividía en dos y una parte de ella se trasladaba a unos kilómetros de la primera. Con el tiempo la lengua y la cultura de ambas comunidades iban difiriendo hasta configurar dos grupos étnicos diferentes con un origen común. Este podría haber sido el principal proceso de etnogénesis en muchas áreas del planeta como Nueva Guinea, que actualmente es el área lingüísticamente más diversa del planeta con 700 a 800 lenguas.

## Enfoque identitario sobre los procesos etnogenéticos
Con el desarrollo de una visión multiculturalista impuesta por los Estados nacionales sobre las sociedades contemporáneas, resalta la realidad diaspórica de las identidades nacionales. Las migraciones son el fenómeno más evidente de la conformación mestizas de las poblaciones a partir de nuevos contactos de diversas poblaciones humanas que ha dado lugar durante el siglo XX a la globalización del capitalismo imperialista sobre.  La investigación etno-histórica de los procesos de colonización y descolonización de los pueblos antiguos del Nuevo Mundo  la Antropología Culturalista estadounidense acuñó este concepto para designar en términos identitarios cuáles eran los procesos por los cuales las poblaciones surgidas de contactos entre poblaciones migrantes construían sus imágenes sobre su historia y su autorreconocimiento como herederos de un patrimonio cultural común. En 1971, Williams Curtis Sturtevant  introdujo este término definiéndolo como "el establecimiento de la distintivídad grupal" para diferenciar la identidad creek dentro de los seminolas de la Florida durante el siglo XVIII, contradiciendo los criterios de la antropología esencialista sobre la identidad étnica.
Una antropología crítica de los procesos de construcción de la alteridad cultural en contextos sociales de dominación de Latinoamérica, por su parte, entendería a la etnogénesis como un proceso de lucha por la reivindicación de la diferencia cultural con una sociedad hegemónica que la estigmatiza simbólicamente, al tiempo que la explota económicamente.

## Lengua y orígenes genéticos
El trabajo en genética de poblaciones y la arqueogenética han mostrado que existe cierta correlación general entre marcadores genéricos específicos, etnias y lenguas del mundo. Eso sucede porque históricamente los grupos que compartían un origen común, usaban una lengua entre ellos diferente de la de sus vecinos, y la deriva genética se daba principalmente dentro del grupo. De hecho, a nivel de familias lingüísticas se observan que la frecuencia de haplogrupos, especialmente del cromosoma Y, varía de familia en familia lingüística. De hecho, cada haplogrupo humano, presenta frecuencia sólo en un número relativamente pequeño de familias, lo cual sugiere que la mayor parte de familias lingüísticas, que se remontarían a expansiones poblacionales durante el neolítico, pudo inicialmente estar asociada a grupos humanos genéticamente bastante más homogéneos que los que existen actualmente:
- Familia indoeuropea, la expansión de pueblos indoeuropeos hacia occidente parece haber contribuido a la expansión del haplogrupo R1b, mientras que su expansión hacia el norte y el este parece asociada al haplogrupo R1a. Aun así entre los hablantes modernos de lenguas indoeuropeas existen otros haplogrupos como el I1 o el I2 que pudieron corresponder a pueblos preindoeuropeos que fueron asimilados. Igualmente entre los hablantes de lenguas indoeuropeas existen los haplogrupos J2 e E1 cuyo origen étnico-lingüístico es menos claro.
- Familia urálica, la expansión de estos pueblos hacia Europa del este y Europa septentrional paree haber hecho mucho más frecuente el haplogrupo N en esas regiones. De todas maneras ese haplogrupo es también frecuente en toda Asia septentrional, en particular entre grupos que hablan Lenguas yucaguiras que algunos lingüistas creen que podrían estar remotamente relacionadas con las lenguas urálicas.
- Familia altaica, en los grupos orientales hablantes de lenguas mongólicas y tungúsicas son frecuentes los haplogrupos C2, C3, O y también el N, este último muy frecuente en la Asia septentrional. Los pueblos túrquicos que se expandieron hacia occidente, parecen presentar en gran medida los mismos haplogrupos de los pueblos que conquistaron.
- El haplogrupo O es frecuentes entre los hablantes de lenguas sino-tibetanas, coreánicas y japónicas, que en principio no están emparentadas entre sí, pero entre las cuales debió haber basten difusión genética desde el período neolítico. Los hablantes de japónico y coreánico, además presentan una cierta cantidad de haplogrupo C, ya que en sus ancestros pudieron estar en el contacto en el pasado con pueblos de lenguas altaica. El haplogrupo O2 es especialmente frecuente entre los hablantes de lenguas austronesias y austroasiáticas (algunos lingüistas han postulado una macrofamilia áustrica, que habría dado origen a estas dos familias) y estos hablantes también presentan cierta presencia del haplogrupo C.
- Familia dravídica, los hablantes de estas lenguas presentan principalmente los haplogrupos H (que podría ser autóctono de la India), L (que pudo llegar expansiones neolíticas de Oriente Medio) y R2.
- Familia afroasiática, los hablantes de las lenguas semíticas, bereberes y cushitas presentan abundamente el haplogrupo E1b1b, que es muy frecuente en todo el norte de África, pero también tienen una presencia significativa de los haplogrupos J1, J2. Los hablantes de lenguas omóticas además presentan haplogrupos A y B que podrían deberse a una difusión genética desde otros pueblos subsaharianos. Los hablantes de lenguas chásidicas presentan también el haplogrupo E1b1a que también es muy frecuentes entre los hablantes de lenguas Níger-Congo y el haplogrupo idiosincrático R1b1b2a2.
- Familia Níger-Congo, en el centro y sur frecuente el haplogrupo E1b1a, que pudo estar asociado a la expansión bantú, también el E2 es frecuente en E2 África Occidental y existe también esa región una cierta presencia del haplogrupo R1b1b.
- En Oceanía son particularmente importantes los grupos, S, K y M. Si bien no está claro que las lenguas aborígenes de Australia formen una unidad filogenética válida, está claro que los hablantes de estas lenguas parecen tener un origen genético muy parecido presentando fundamentalmente los haplogrupos C1b2b, dominante en aborígenes australianos y asociado a su llegada hace unos 50 mil años, K2, presente en algunas poblaciones del norte  y S. Tampoco está claro que las lenguas papúes formen una unidad filogenética válida, pero sus hablantes tienden a tener los mismos haplogrupos M, más frecuentes en las tierras altas de Nueva Guinea, S, frecuente en toda Nueva Guinea, especialmente entre grupos no austronesios y C1b2a.
- En América, existe una gran diversidad lingüística, los hablantes de lenguas esquimo-aleutianas presentan los haplgogrupos Q1a, C2 y N1a1; mientras que los hablantes de lenguas na-dené presentan sobre todo los haplogrupos Q1b (diferente del Q-M3 de otros nativos americanos) y C2a1a. Estos dos grupos lingüísticos parecen haber sido los últimos grupos lingüísticos en migrar desde Asia nororiental. Los hablantes de las otras lenguas indígenas de América, se remontarían a migraciones anteriores presentan fundamentalmente variantes del haplogrupo Q, siendo más difícil correlacionar subhaplogrupos concretos con familias lingüísticas específicas.